# 长头单趾鼬鳚
长头单趾鼬鳚（学名：Monomitopus longiceps）为蛇鳚科单趾鼬鳚属的鱼类。在中国，分布于仅发现于香港东南水深958.4米、底为灰泥沙质的南中国海海区、为中国特产等。该物种的模式产地在香港南部。

## 扩展阅读
維基物種上的相關：长头单趾鼬鳚